# Paul Schilder
Paul Ferdinand Schilder (* 15. Februar 1886 in Wien, Österreich-Ungarn; † 8. Dezember 1940 in New York City) war ein österreichischer Psychiater, Psychoanalytiker und Autor zahlreicher wissenschaftlicher Publikationen. Schilder hat wesentliche Verdienste für den Einsatz der Psychoanalyse im psychiatrischen Bereich und er gilt als Vorfahre der Ich-Psychologie und – gemeinsam mit Joseph H. Pratt und Trigant Burrow – als einer der Gründungsväter der Gruppenanalyse.

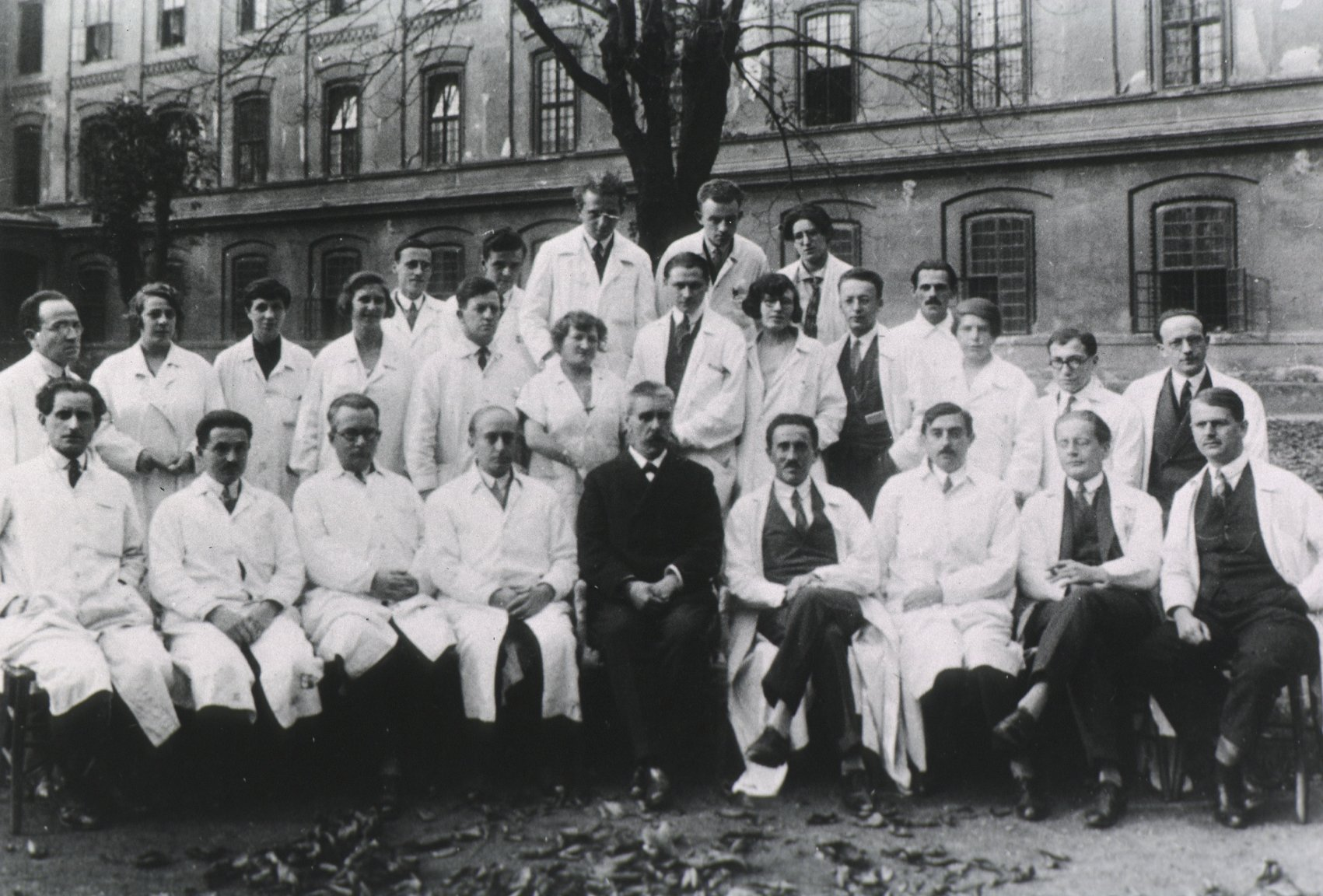
Wagner-Jaureggs Ärzteteam in Wien 1927. (Paul Schilder in der 1. Reihe, der dritte von rechts.)

## Leben
Schilder, Sohn eines jüdischen Fabrikanten und Seidenhändlers Ferdinand Schilder (1850–95) und dessen Frau Berta, geborene Fürth († 1862) besuchte das Erzherzog-Rainer-Gymnasium in Wien, wo er 1904 die Matura erhielt. Von 1904 bis 1909 studierte er in Wien Medizin, wurde an der Universität Wien 1909 zum Doktor der Heilkunde promoviert und schloss ein Semester Philosophiestudium an. Von 1909 bis 1912 war als Assistenzarzt an der Neurologischen und Psychiatrischen Universitäts-Klinik Halle tätig und studierte zu dieser Zeit dort Philosophie und Psychologie. In den Jahren 1912 bis 1914 war er Assistenzarzt an der Psychiatrischen Klinik in Leipzig, während des Ersten Weltkrieges diente er in verschiedenen Spitälern und war als Bataillonsarzt und zuletzt als für Tapferkeit hochdekorierter Regimentschefarzt tätig. 1917 wurde er mit der Arbeit Selbstbewußtsein und Persönlichkeitsbewußtsein in Wien zum Doktor der Philosophie promoviert. 1918 kam er zu Wagner-Jauregg an die Psychiatrische Universitäts-Klinik in Wien. Im selben Jahr konvertierte er vom Judentum zum Christentum und ließ sich evangelisch taufen. 1919 wurde er Volontärassistent der Psychiatrischen Klinik und trat der Wiener Psychoanalytischen Vereinigung (WPV) bei.
1920 habilitierte er sich in Neurologie und Psychiatrie und wurde ordentlicher Assistent. Es entstanden gemeinsame Publikationen mit Josef Gerstmann und Constantin von Economo. 1925 wurde er zum außerordentlichen Professor ernannt und es erschien sein Entwurf zu einer Psychiatrie auf psychoanalytischer Grundlage. Wegen seines Engagements für die Psychotherapie wurde Schilder im akademischen Establishment angefeindet, 1928 verließ er die Klinik und ging für ein Semester als Gastdozent an die Johns Hopkins University in Baltimore, wo er 1929 und 1930 für jeweils drei Monate Gastvorlesungen hielt.
1929 übernahm Paul Schilder die Leitung der Psychosenbehandlung am Ambulatorium der WPV, übersiedelte jedoch noch im selben Jahr nach New York. Er lehrte an der New York University und wurde 1930 zum Clinical Director der Psychiatrischen Abteilung am New Yorker Bellevue Hospital bestellt. Mit Lauretta Bender, seiner zweiten Ehefrau, arbeitete er mit psychotischen Kindern, er implementierte Gruppenanalyse und schrieb rund 300 wissenschaftliche Arbeiten zu verschiedensten Themenbereichen. Im Dezember 1940, nachdem er seine Frau und die neugeborene Tochter in der Klinik besucht hatte, starb er bei einem Autounfall. Wenige Monate vor seinem Tod verfasste er eine Autobiografie in dritter Person, welche im Journal of Criminal Psychopathology veröffentlicht wurde.

## Stellung
“Schilder combined Carl Wernicke’s concept of the somatopsyche, Sir Henry Head’s postural model of the body, and Freud’s idea that the ego is primarily a body ego, to arrive to his own formulation of the fundamental role of the body image in man’s relation to himself, to his fellow human beings, and to the world around him. Over the years, Schilder wrote a number of papers developing these formulations, culminating in his book The Image and Appearanceof the Human Body, published in 1935, which he esteemed highest among his later works.”

„Schilder gilt als unorthodoxer Analytiker, er war ein Gegner der in den 1920er Jahren obligatorisch gewordenen Lehranalyse, hatte abweichende Auffassungen in Bezug auf die Triebtheorie und das Unbewusste. Seine philosophischen Ansätze sind von der Phänomenologie Edmund Husserls, seine psychologischen Arbeiten von Karl Bühler beeinflusst worden.“

1912 verfasste Schilder eine Arbeit über die Encephalitis periaxialis diffusa, welche nach ihm als Schilder'sche Krankheit bezeichnet wurde.

## Schriften

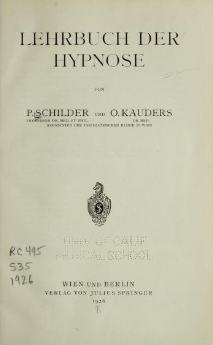
Lehrbuch der Hypnose, 1926

- Selbstbewusstsein und Persönlichkeitsbewusstsein. (Monographien aus dem Gesamtgebiete der Neurologie und Psychiatrie: 9), Berlin : J. Springer 1914. Digitalisat im Internet Archive
- Wahn und Erkenntnis. (Monographien aus dem Gesamtgebiete der Neurologie und Psychiatrie: 15), Berlin : J. Springer 1917. Digitalisat im Internet Archive
- Über das Wesen der Hypnose. 2., durchgesehene Auflage. Julius Springer, Berlin 1922, ISBN 978-3-642-98263-7 (Digitalisat).
  - russische Ausgabe unter dem Titel Suščnost' gipnoza, Leningrad : Verlag der psycho-neurologischen Akademie 1927
- Seele und Leben : Grundsätzliches zur Psychologie der Schizophrenie und Paraphrenie, zur Psychoanalyse und zur Psychologie überhaupt Berlin : J. Springer, 1923. (Monographien aus dem Gesamtgebiete der Neurologie und Psychiatrie: 35), Berlin : J. Springer 1923. Digitalisat im Internet Archive; Digitalisat im Internet Archive
- Das Körperschema. Berlin : J. Springer 1923. Digitalisat im Internet Archive
- Medizinische Psychologie für Ärzte und Psychologen. (388 S.) Berlin : J. Springer 1924. Digitalisat im Internet Archive
- Entwurf zu einer Psychiatrie auf psychoanalytischer Grundlage (Internationale Psychoanalytische Bibliothek: 17) Leipzig & Wien & Zürich : Internationaler Psychoanalytischer Verlag 1925 Digitalisat im Internet Archive
- Lehrbuch der Hypnose. Mit Otto Kauders. Wien & Berlin : J. Springer 1926. Digitalisat im Internet Archive
- Zur Lehre von den Sprachantrieben. Mit E. Pollak. Zeitschrift für die gesamte Neurologie und Psychiatrie, Berlin, 1926, 104: 480–502
- Die Lagereflexe des Menschen. Mit Hans Hoff. Springer, Wien 1927.
- Gedanken zur Naturphilosophie. Springer, Wien 1928.
- Studien zur Psychologie und Symptomatologie der progressiven Paralyse. Berlin, 1930.
- Brain and personality. Washington 1931.
- The Image and the Appearance of the Human Body; Studies in Constructive Energies of the Psyche. London 1935. Eine substanziell erweiterte englischsprachige Ausgabe von: Das Körperschema.